# لينجيفال
لينجيفال Lingewaal  هي مدينة وبلدية بمقاطعة خيلدرلند، هولندا.

## طوبوغرافيا
خريطة طوبوغرافية هولندية لبلدية لينجيفال، يونيو 2015، (تقرأ بعد ثلاث نقرات على الخريطة).